# British American Drama Academy
British American Drama Academy est l'académie anglo-américaine de théâtre.

## Histoire
La 'BADA' a été fondé en 1983. Elle se situe au 14 Gloucester Gate Regent's Park à Londres.
C'est une école d'art théâtrale, cinéma et de télévision. La même école existe en Californie à La Jolla fondé en 1982.

## Personnes
- Jacinda Barrett
- Byrdie Bell
- Orlando Bloom[1]
- Chadwick Boseman[1]
- Jack Davenport[1]
- Chiara de Luca
- Jennifer Ehle[1]
- Melissa Errico[1]
- Dan Futterman[1]
- Paul Giamatti[1]
- Mamie Gummer[1]
- Anna Gunn
- Noah Harlan
- Jamie Kennedy
- Yunjin Kim[1]
- Dan Mandel
- Tarell Alvin McCraney[1]
- T.J. Miller
- Elizabeth Mitchell
- Nicole Oliver[2]
- Oliver Platt[1]
- Paul Rudd[1]
- Marco Sanchez
- David Schwimmer[1]
- Billy Slaughter (en)
- Adam Smoluk
- Nicole Sullivan[1]
- Tracie Thoms[1]
- Nicolas Wright
- Bellamy Young